# Real Betis B
Real Betis B este echipa a II-a a clubului spaniol Real Betis. În prezent echipa evoluează în Segunda División B. Fondată în 1962, echipa își dispută meciurile de acasă pe stadionul Ciudad Deportiva Luis del Sol.

## Titluri
Cupa U-19 a Spaniei: 1983, 1990, 1998, 1999